# Hanleya hanleyi
Hanleya hanleyi is een keverslak uit de familie Hanleyidae.
De dieren zijn smal ovaal en worden tot 22 mm lang en vertonen sterk gebogen en gekielde platen. Elke plaat heeft een goed ontwikkeld articulament. De kopplaat vertoont insertieplaten. De gordel is smal en bedekt met kleine, platte platen en fijne stekels, met een franje van hetzelfde type stekels.
De dieren leven op schelpen en stenen, op zandige bodems.
Hanleya hanleyi komt voor van Noorwegen tot het westelijk gedeelte van de Middellandse Zee. Verder komt deze soort voor aan de noordelijke en westelijke kusten van de Britse Eilanden, en aan de oostkust tot Northumberland.